# Tympanis neopithya
Tympanis neopithya är en svampart som tillhör divisionen sporsäcksvampar, och som beskrevs av G.B. Ouellette och Kris A. Pirozynski. Tympanis neopithya ingår i släktet tuvskålar, och familjen Helotiaceae. Arten har ej påträffats i Sverige.